# Für Dummies

Logo der Buchreihe Für Dummies

Für Dummies (im englischen Original For Dummies [fəˈdʌmiz]) ist eine umfangreiche Reihe von Sachbüchern im Taschenbuchformat. Die Bücher vermitteln komplexe Themen an Leser, die im jeweils behandelten Thema unerfahren sind.

## Wortbedeutung
Das englische Wort dummy hat viele Bedeutungen (siehe dazu auch Dummy), unter anderem auch „Leerpackung“ oder „Dummkopf“, aber der Verlag betont, dass der Titel der Originalreihe übernommen wurde und die Bücher nicht wörtlich für dumme Leute herausgegeben werden. Gemeint ist eher, dass die Bücher kein Wissen voraussetzen und man sprichwörtlich mit „leerem Kopf“, also bei „Null“ anfängt.

## Charakteristik

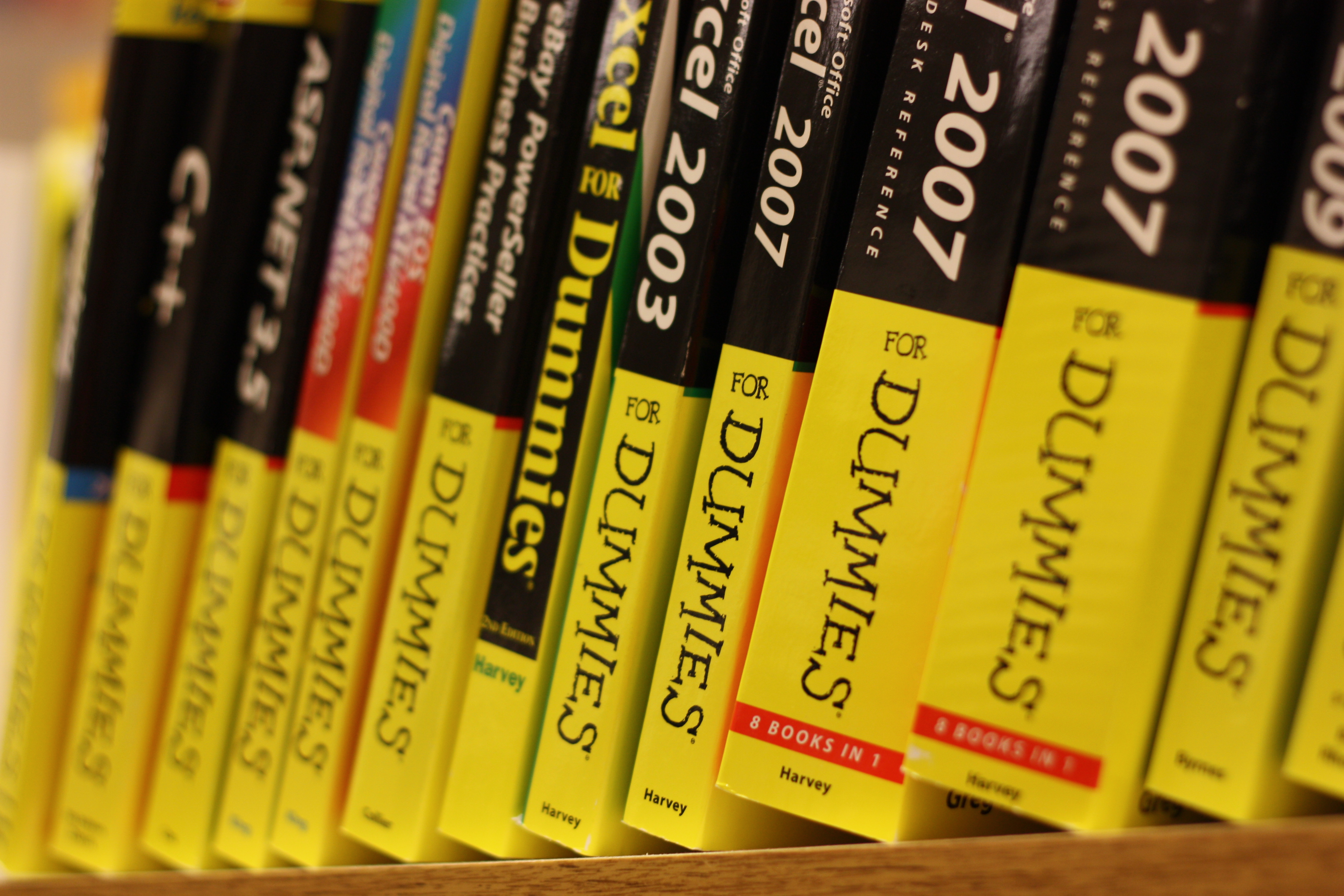
Bände der Buchreihe For Dummies

Die Serie basiert auf dem Franchise-Prinzip: Verschiedene freie Autoren schreiben zu verschiedenen Themen unter dem gleichen Titel. Die Bücher der Reihe haben überwiegend die gleiche Aufmachung, einen gelben Umschlag mit einem schwarzen Streifen, unter dem eine Cartoon-Figur mit einem dreieckigen Kopf abgebildet ist. Das behandelte Thema ist auf dem Titel in serifenloser, weißer Schrift geschrieben, darunter steht „für Dummies“. In der Original-Serie hat jedes Buch darüber hinaus den Untertitel „A Reference for the Rest of Us!“. Die Sprache ist einfach, lebendig und direkt gehalten, markante Symbole kennzeichnen wichtige Passagen. Zum Standard gehören die „Schummelseiten“ für einen besonders schnellen Überblick.
Es haben sich einige Unterserien wie z. B. Übungsbuch und Alles in einem Band etabliert. Diese Unterserien sind über die Fachgebiete verteilt, wie z. B. Kunst und Kultur.
Besonders populär sind IT-relevante Bücher des Verlags (zurückzuführen auf die Erstveröffentlichung DOS for Dummies, aber auch da die Bücher als E-Books lieferbar sind, wobei es durch den IT-Inhalt für Leser in diesem Bereich leichter zugänglich ist), jedoch beinhaltet die Sammlung inzwischen ein sehr umfangreiches Angebot zu fast jedem erdenklichen Thema, wie beispielsweise Zaubertricks, Schwangerschaft, Flipchartzeichnen oder Marathonlauf. Auch Wirtschaftsthemen wie Buchhaltung, Controlling und Social Media Marketing werden behandelt.

## Geschichte
Die Serie begann 1991 mit der Ausgabe DOS für Dummies, verfasst von Dan Gookin und verlegt von IDG Books, einem Ableger der International Data Group. Das Buch entstand als Antwort auf das geringe Angebot an anfängerfreundlicher Literatur über die Benutzung des Betriebssystems MS-DOS. Während die Bücher sich anfangs auf die Computernutzung beschränkten, wurden später auch andere Themen behandelt, wobei bei einigen Ausgaben der Unterhaltungswert im Vordergrund steht. Die Reihe wird heute von John Wiley & Sons im Original verlegt, welche IDG Books (die kurz zuvor in Hungry Minds umbenannt worden waren) 2001 aufkauften; in Deutschland übernimmt dies die Tochter Wiley-VCH.

## Autoren
Zu den deutschsprachigen Fachleuten, die Dummies-Bücher verfasst haben, gehören unter anderem Hanno Beck, Lars Blöhdorn, Christine Bortenlänger, Oliver Fehn, Winfried Göpfert, Torsten Haß, Horst Herrmann, Raymund Krauleidis, André Niedostadek, Arno Scherzberg, Bettina Schöbitz, Selim Tolga, Michael Will oder Ulrich Walbrühl.